# Zr.Ms. Karel Doorman (2015)

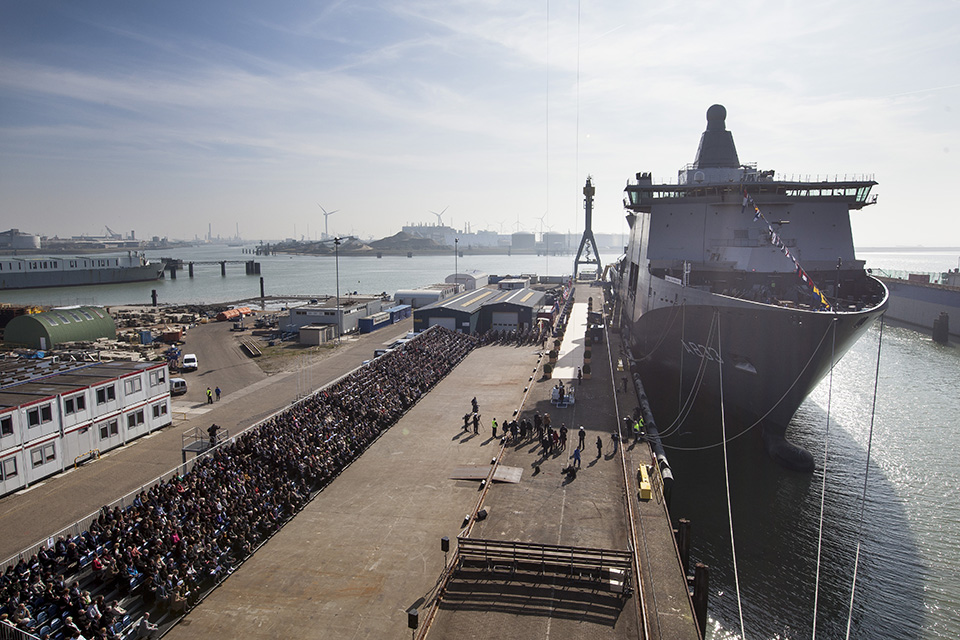
De doop van de Karel Doorman in maart 2014

De Zr.Ms. Karel Doorman is een logistiek ondersteuningsschip of Joint (logistic) Support Ship (JSS) van de Koninklijke Marine, dat de in 2012 uit dienst gestelde Zuiderkruis vervangt. Gemeten naar waterverplaatsing (27.800 ton) is dit het grootste schip dat de Nederlandse marine ooit heeft gehad. Het casco van het schip is gebouwd bij Damen in het Roemeense Galați, op 16 augustus 2013 arriveerde het in Vlissingen om afgebouwd te worden bij Damen Schelde Naval Shipbuilding. Het schip is sinds april 2015 volledig operationeel inzetbaar.

## Achtergrond en bouw
De Karel Doorman is het vierde marineschip met deze naam. De tweede Karel Doorman (1948-1968) was het laatste vliegdekschip van de Koninklijke Marine. Onderdeel van de Marinestudie 2005 was, naast de aanschaf van vier patrouilleschepen, de verwerving van een Joint Logistiek Ondersteuningsschip (JLOS). Dit ondersteuningsschip, vanaf later Joint logistic Support Ship genoemd en met de bijbehorende afkorting JSS aangehaald, moest de in 1975 in dienst gestelde Zuiderkruis vervangen, dat door aangescherpte milieuvoorschriften beperkt inzetbaar was. Vanwege aangepaste behoeftestellingen werd besloten het nieuwe schip te voorzien van twee landingsplaatsen waar Chinook- en NH90-helikopters op kunnen landen en het ruim genoeg te maken voor transport van zwaar materieel als Leopard 2-tanks, houwitsers of Chinooks. Naast deze transportmogelijkheden zou het schip bovendien een dokmogelijkheid krijgen.
Volgens die Marinestudie zou de aanschaf 265 miljoen euro vergen en zou het schip in 2012 in dienst komen. In 2007 werd echter al om budgettaire redenen besloten de invoering van het schip met twee tot drie jaar uit te stellen. In november 2009 werd de Tweede Kamer door toenmalig staatssecretaris Jack de Vries geïnformeerd over de principeovereenkomst met Damen en over een budgetverhoging tot 363,5 miljoen euro. Op 8 december van datzelfde jaar stemde de Kamer in met de bouw van het schip.
Vanaf begin 2011 werd in Roemenië gebouwd aan het JSS. Op 7 juni werd symbolisch de kiel gelegd. Hoewel door het inlassen van een gouden tientje uit 1889, het geboortejaar van schout-bij-nacht Karel Doorman, al werd gesuggereerd dat dit het vierde schip zou zijn dat vernoemd zou worden naar de zeeheld, werd dit officieel pas op 27 februari 2012 bevestigd door Commandant Zeestrijdkrachten viceadmiraal Borsboom bij de 70-jarige herdenking van de Slag in de Javazee.
In februari 2012 informeerde minister Hillen de Tweede Kamer over het feit dat het budget van het project verhoogd werd met 24,7 miljoen euro. Doordat het budget in 2010 en 2011 al met respectievelijk 14,1 en 5,6 miljoen euro verhoogd was, kwam het budget hiermee vast te staan op 407,9 miljoen euro.
Op 17 oktober 2012 werd de complete romp te water gelaten, nadat eerder de voor- en achterkant van het schip al afzonderlijk van de scheepshelling waren gegaan. Op 22 juli 2013 vertrok het schip vanuit Roemenië naar Vlissingen, waar het naartoe werd gesleept om te worden afgebouwd. Op 16 augustus kwam het daar aan. Op 8 maart 2014 werd het schip in Vlissingen gedoopt door minister Hennis-Plasschaert.
Het schip maakte sinds 2014 proefvaarten en is in april 2015 toegevoegd aan de vloot van de Koninklijke Marine. Sinds deze indienststelling voert het schip het predicaat Zijner Majesteits (Zr.Ms.).
Op 10 maart 2016 liep het schip tijdens de vaart schade op aan de voortstuwing. Een van de twee elektrische hoofdmotoren kreeg inwendig een zodanig defect, dat de motor moet worden vervangen. Er wordt onderzoek ingesteld of de termijn van buitenbedrijfstelling korter kan dan acht maanden.

## Bewapening
De bewapening is groter dan die van de voorgaande bevoorradingsschepen (Hr.Ms. Poolster A835 en Hr.Ms. Zuiderkruis A832), maar nog steeds voornamelijk gericht op zelfbescherming. Voor bescherming in hogere delen van het geweldsspectrum, met name tegen vliegtuigen en raketten op langere afstand is het JLOS afhankelijk van escorte door fregatten. Eigen NH90-boordhelikopters, uitgerust met zeedoelraketten en torpedo's, kunnen het schip indien nodig beschermen tegen vijandelijke onderzeeboten en oppervlakte-eenheden.
Twee Goalkeeper CIWS-systemen beschermen het schip tegen vliegtuigen en zeedoelraketten op korte afstand. Eveneens bescherming op korte afstand, maar dan met name tegen kleine oppervlaktedoelen zoals speedboten, bieden twee Oto Melara Marlin WS 30mm-snelvuurkanonnen en vier Oto Melara Hitrole NT 12,7mm (.50)-systemen. Dezelfde die ook gekozen zijn als bewapening voor de patrouilleschepen. Al deze systemen worden op afstand vanuit de commandocentrale bediend.

## Uitrusting
De primaire taak van het ondersteuningsschip is het bevoorraden op zee (BOZ) van andere marineschepen. Hiervoor is het schip uitgerust met twee BOZ-masten welke met 680 m³ per uur vloeistoffen zoals brandstof en drinkwater naar het ontvangende schip kunnen transporteren. De tanker capaciteit van het JSS bestaat uit 7700 m³ F76 (dieselolie voor schepen) en 1000 m³ F44 (helikopterbrandstof). Daarnaast kunnen er via een kabel tussen de schepen ook pallets met voedsel of munitie overgebracht worden. Ook kan de boordhelikopter goederen overbrengen. Via een installatie op het helikopterdek kunnen helikopters al vliegend bijgetankt worden, dit heet Vertical Replenishment, ofwel VertRep.
De eigen hangaar van het schip biedt plaats aan twee Chinookhelikopters met gespreide rotors of zes NH90-helikopters met gevouwen rotorbladen. Vooralsnog kunnen de Chinook-transporthelikopters van de Koninklijke Luchtmacht niet maritiem opereren. Onder het vliegdek bevindt zich het voertuigendek waarmee het schip materiaal van het Korps Mariniers of de Koninklijke Landmacht kan vervoeren van en naar missiegebieden. Er is een goederenlift aanwezig om voertuigen en goederen tot maximaal 40 ton van het laaddek naar het helikopterdek te verplaatsen. Aan de achterkant van het schip bevindt zich een roll-on-roll-offklep (roro) om de voertuigen snel het schip in en uit te rijden.
Het schip heeft twee LCVP’s mee in davits voor het transport van troepen en klein materieel naar land en aan de achterzijde van het schip bevindt zich een zogenaamde "Landing beach", een soort laadklep om LCU’s te bevoorraden. Echter is er geen dok aanwezig waardoor het schip zelf geen grote landingsvaartuigen mee kan nemen. Verder is er ruimte voor 300 personen aan boord (inclusief de eigen bemanning van ca. 150 personen). Het schip krijgt de beschikking over een gedeeltelijk mobiel hospitaal met twee operatiekamers en een afdeling "High Care".

## Geïntegreerde mast
Het JLOS heeft dezelfde opvallende mast als de patrouilleschepen van de Hollandklasse. De zogenaamde Integrated Mast 400, kortweg I-Mast 400 van Thales Nederland. In deze mast zijn vrijwel alle sensorsystemen geïntegreerd en een deel van het communicatieantennepark (UHF). Hierin bevinden zich een Sea Master 400-luchtwaarschuwingsradar, een Sea Watcher 100-oppervlaktewaarschuwingsradar en een infrarood/elektro-optisch GateKeeper-waarschuwingssysteem. De schepen kunnen daarmee waarnemingen doen tot op 140 zeemijlen (250 km) afstand. In de top van de mast bevindt zich verder nog een schotelantenne voor SHF-satellietcommunicatie.

## Toekomst
Defensie had de midlife update van het schip gepland tussen 2027 en 2028, deze wordt nu naar voren geschoven en gesplitst. De Karel Doorman krijgt nu in 2025 een onderhoudsbeurt en in 2032. Tijdens die eerste onderhoudsbeurt krijgt het schip ter zelfverdediging, luchtdoelraketten (Rolling Airframe Missile, RAM) en een 76mm-kanon. Deze aanbestedingen vervangen de al geïnstalleerde goalkeepers.

## Afbeelding

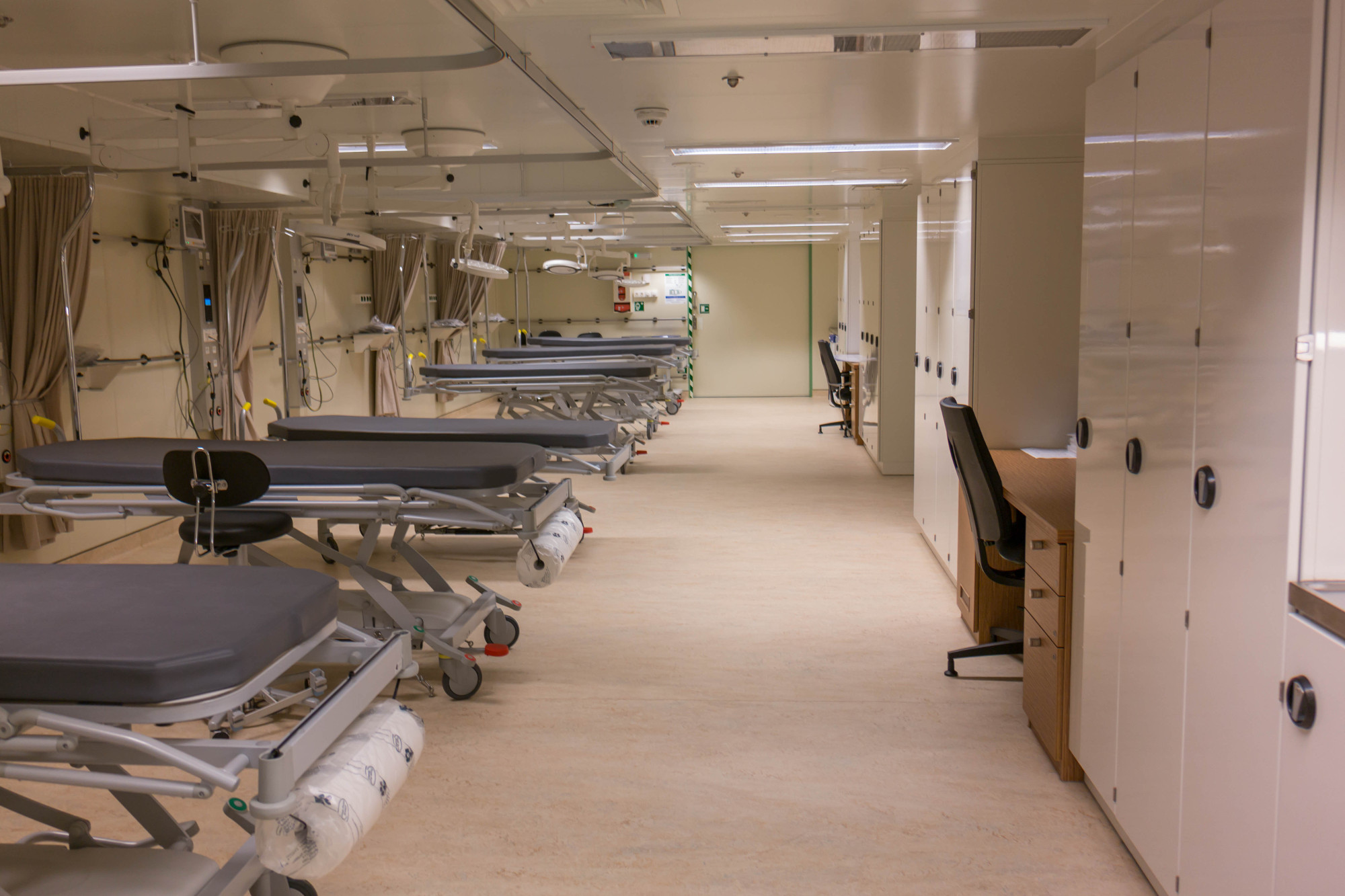
Ziekenafdeling
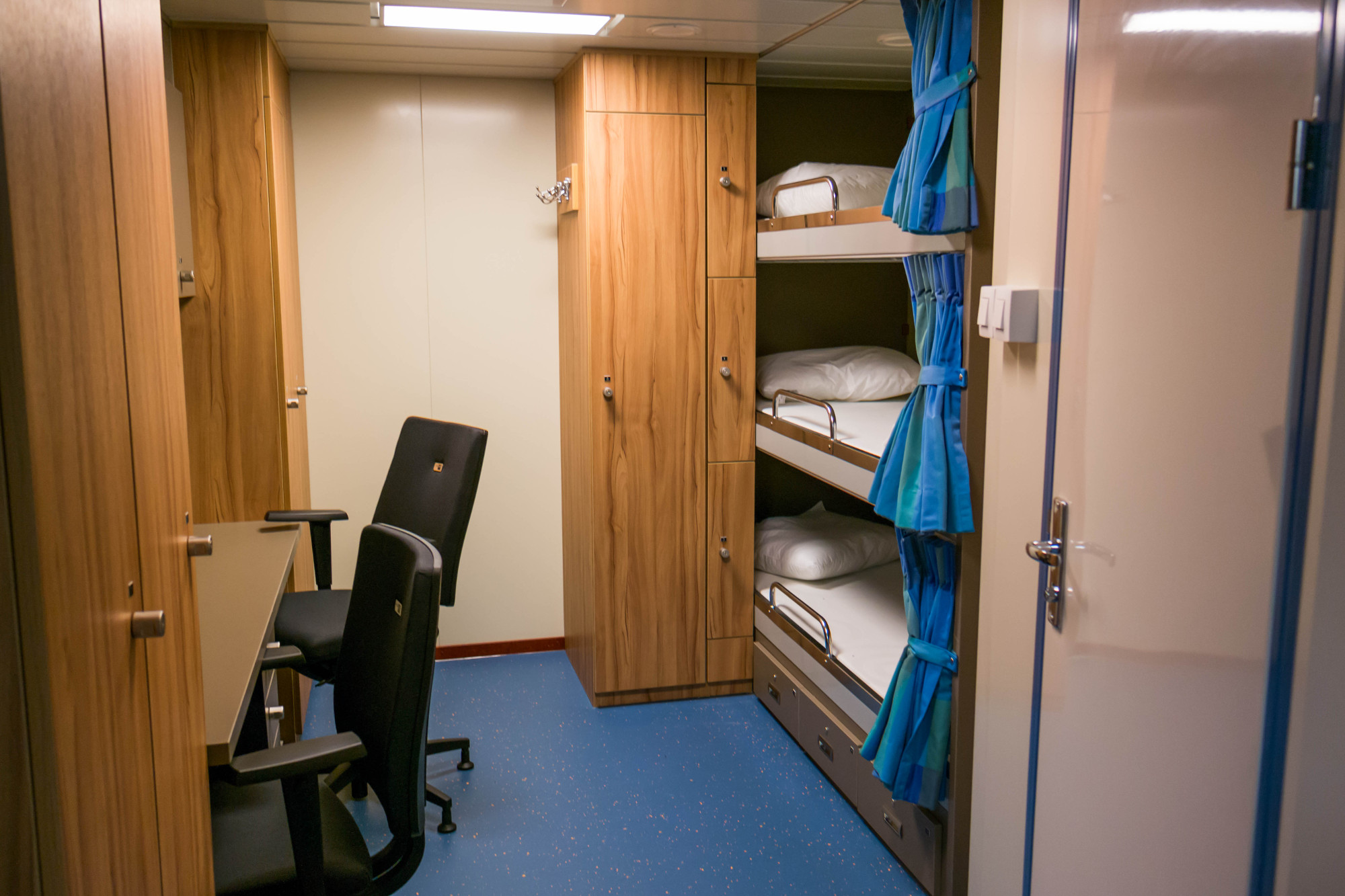
Hut
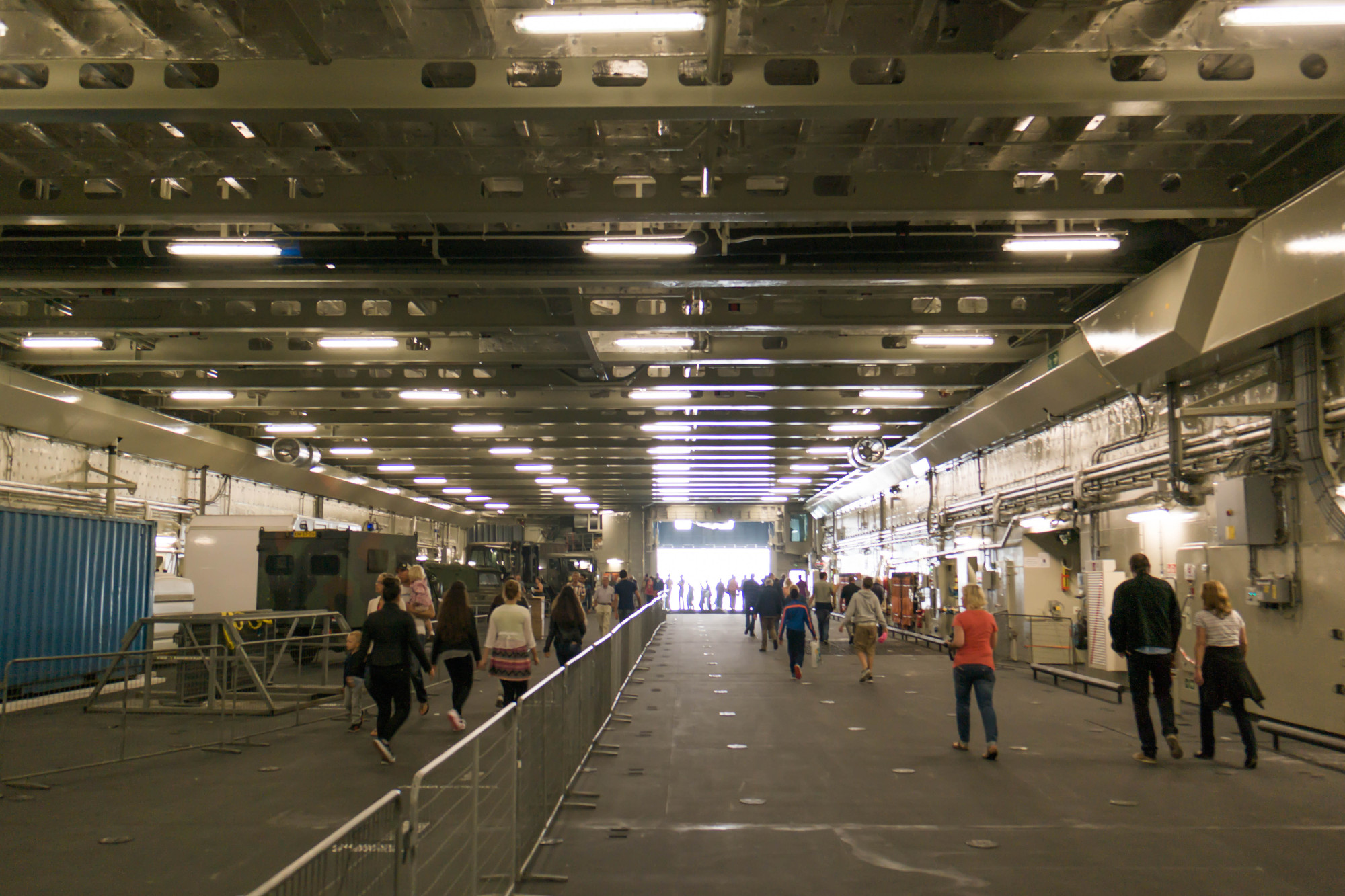
Voertuigendek
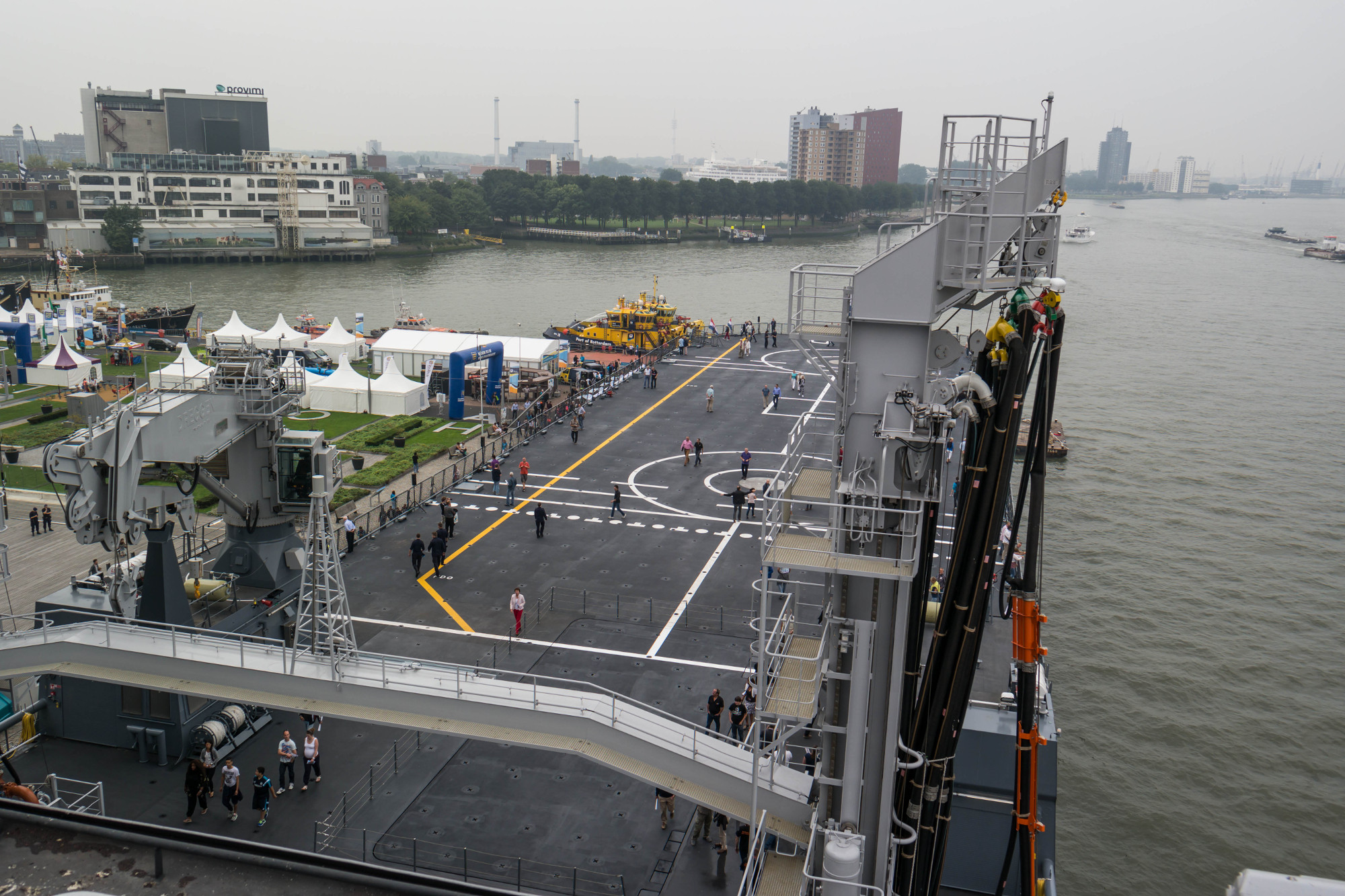
Helikopterdek